# البشاير (مسلسل)
بعد أن تغرب أبو المعاطي ليجمع المال يعود بثروة كبيرة ويقرر أن يشتري أرض ويزرعها، وبالفعل يبدأ في تنفيذ مشروعه الكبير بمساعدة نسيبه أحمد، وتستمر بهم الحياة بهذا المنوال إلى أن يقرر أحد المخرجين تصوير فيلماً بالقرب من المزرعة التي يعيش فيها أبو المعاطي، وأثناء التصوير تقع حادثة للنجمة الكبيرة والفنانة التي تمثل في الفيلم سلوى نصار، وينقذها أبو المعاطي وهو لا يعرف أنها النجمة المشهورة التي تكتب عنها الصحف والمجلات، وتذهل عندما لا تجد من يعرفها في المزرعة وتتعجب من طريقة حياتهم وتُعجب بها وترفض أن تعود إلى التصوير وتقرر البقاء عندهم فهل سوف يتركونها تعيش بينهم؟.

## فريق العمل

### بطولة
| - محمود عبد العزيز:أبو المعاطي شمروخ - مديحة كامل:سلوى نصار - أحمد بدير:أحمد - حسن حسني - عبد العزيز مخيون:هشام المخرج | - سناء يونس:عطيات - إنعام الجريتلي:سعدية - سامي مغاوري:عبدالهادي - محمد التاجي:رشاد المنتج - سلوى عثمان:بياضة | - عادل أمين:سعيد - محمد أبو العينين - مصطفى هاشم - عزت المشد - يوسف عيد | - أمينة رزق:الحجة بهية - محمود الجندي:ضيف شرف - أحمد راتب:ضيف شرف - ناهد رشدي:ضيفة شرف - أمانى جادو:مغنية - ضيفة شرف |

بالاشتراك مع - حسني عبد الجليل - عبد السلام الدهشان - أحمد عبد الوهاب - مختار السيد - عادل حسين - سيد علام - أبو السعود عطية - محمود جليفون - سمير رستم - عادل أبو الغيط - محمد الصاوي - حمدي زين - فوزي الشرقاوي - سيد غريب - صلاح خليفة - عزيز حافظ - فخري عازر - صلاح صادق - مصطفى المعاون - حلمي الغمراوي - كمال عبد الشافي - سيد مصطفى - حسين عرعر - حللي محمد (حللي) - محمد عتريس - سيد العجاتي - سعيد شنبر - إبراهيم الدسوقي

### إداريون
| - وحيد حامد:مؤلف - سمير سيف:مخرج - كمال رزق:مخرج منفذ - صابر غانم:مساعد مخرج - سمير فهمي:مدير الإضاءة - محمود حامد:مدير التصوير - محمود الأشقر:مدير التصوير - أمين عبد الرازق:مونتير إلكتروني - خالد الشقرا:تسجيل ومونتاج الفيديو | - محمود عبد المنعم:صوت - أحمد حمدي:مساعد الصوت - الشركة العربية للإنتاج الإعلامي - الرياض:منتج - محمد زين:منتج منفذ - وحيد حامد:إشراف على الإنتاج - حمدي زين:مساعد إنتاج - الشركة العربية للإنتاج الإعلامي - الرياض:موزع - يوسف طه:ماكيير | - سيد كانيش:كوافير - محمد سلطان:الموسيقى - مصطفى خوري:إكسسوار - الدسوقي محمود:المفروشات - عباس صابر:المفروشات - رشدى حامد:مهندس الديكور - مصطفى شميس:ريجسير - سيد جاد:خطوط |